# La Molina de Ubierna
La Molina de Ubierna es una entidad local menor perteneciente al municipio español de Merindad de Río Ubierna, situado en la comarca de Alfoz de la provincia de Burgos, en Castilla y León. Anteriormente fue un municipio independiente.

## Historia
La Molina de Ubierna formó parte de la Jurisdicción de Río Ubierna en el Partido de Burgos, uno de los catorce que formaban la Intendencia de Burgos, durante el periodo comprendido entre 1785 y 1833. En el censo de Floridablanca de 1787 fue distinguida como jurisdicción de realengo con alcalde pedáneo.

## Demografía
| Gráfica de evolución demográfica de La Molina de Ubierna entre 1842 y 1970 |
| |
| Población de derecho según los censos de población del INE Población de hecho según los censos de población del INEEntre el censo de 1857 y el anterior, crece el término del municipio porque incorpora a Cobos junto a La Molina y Peñahorada. Entre el censo de 1981 y el anterior, este municipio desaparece porque se agrupa en el municipio Merindad de Rïo Ubierna. |

## Fiestas y costumbres

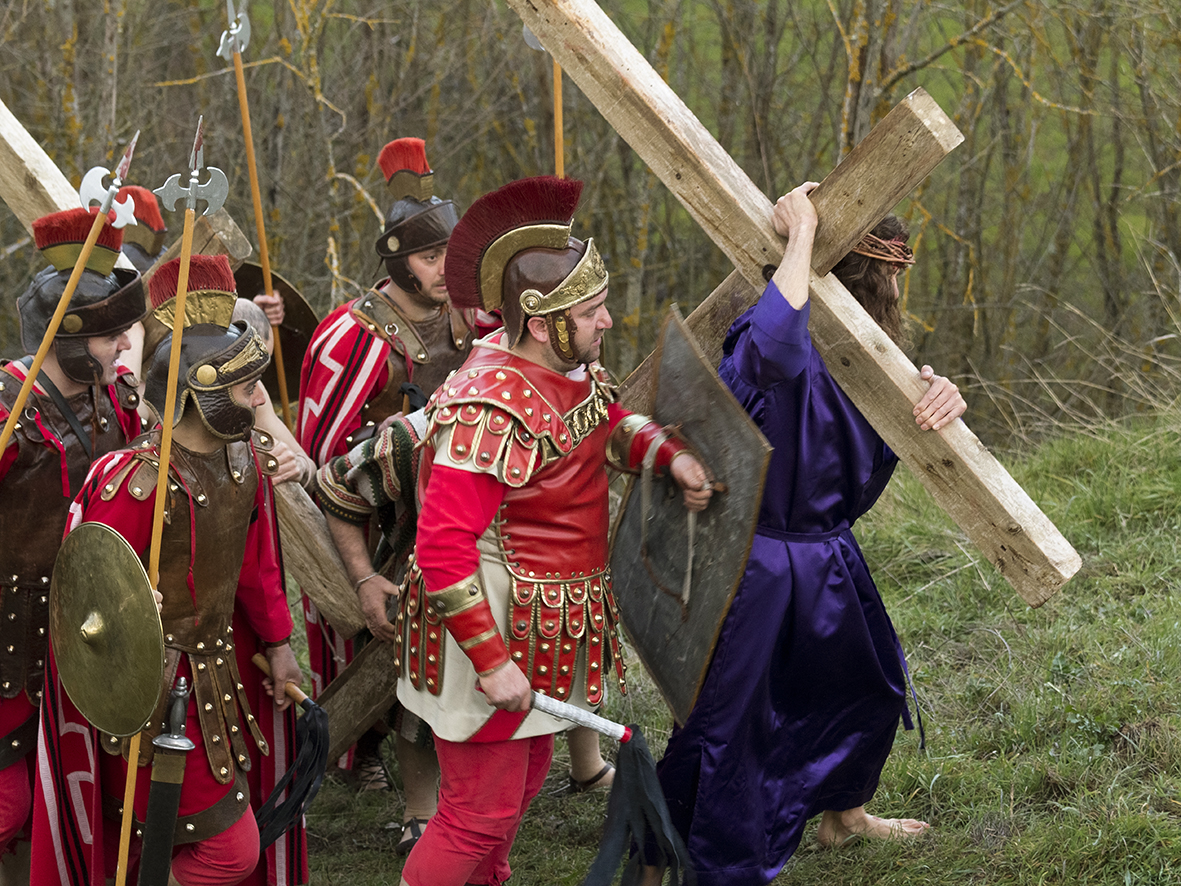
Camino del calvario

El Viernes Santo tiene lugar en esta localidad la representación de la Pasión de Cristo, en la que intervienen todos los vecinos, y que se desarrolla por todo el pueblo. Asisten muchos visitantes que siguen el recorrido de los actores, contribuyendo a ambientar la celebración.